# Warner Bros. Games
Warner Bros. Games (oficjalnie WB Games, Inc.; wcześniej Warner Bros. Interactive Entertainment, Inc.) – oddział Warner Bros. Discovery Global Streaming & Games zajmujący się produkcją i dystrybucją gier komputerowych oraz innych produktów elektronicznych na wszystkie platformy, w tym komputery osobiste, konsole, handheldy i urządzenia mobilne. Studio zajmuje się m.in. produkcją gier opartych na licencjach, do których prawa posiada Warner Bros. oraz dystrybucją gier innych podmiotów, jak np. gier z serii Wiedźmin, począwszy od Zabójców królów.
Wśród gier wyprodukowanych pod egidą Warner Bros. Games znajdują się m.in. serie Batman: Arkham (począwszy od Batman: Arkham City z 2011 roku) i inne produkcje z Batmanem, LEGO, F.E.A.R. oraz gry Śródziemie: Cień Mordoru oraz inne produkcje z uniwersum Władcy pierścieni oraz gry z bohaterami wydawnictwa DC Comics.

## Studia
- Avalanche Software – przejęte od The Walt Disney Company 24 stycznia 2017 roku[5]
- Monolith Productions – nabyte w 2004 roku[6]
- NetherRealm Studios – dawne studio Midway Games, nabyte 27 lipca 2009; w 2010 roku nazwę zmieniono na obecną[7]
- Rocksteady Studios – nabyte w lutym 2010 roku[8]
- TT Games i TT Fusion – nabyte 8 listopada 2007 roku[9]
- WB Games Montréal – założone w 2010 roku[10]
- WB Games Boston – dawne studio Turbine Inc, nabyte w 2010 roku; w 2018 roku nazwę zmieniono na obecną[11]
- WB Games New York –  założona jako Agora Games w 2005 roku, przejęta i przemianowana w 2017 roku[12]
- WB Games San Diego –  założone w 2019 roku[13]
- WB Games San Francisco – założone w 2013 roku[14]

### Zlikwidowane
- Snowblind Studios – nabyte w 2009 roku, w 2012 połączone z Monolith Productions[15]
- Surreal Software – nabyte 27 lipca 2009 roku, w 2010 połączone z Monolith Productions[7]